# Centre spirituel et culturel orthodoxe russe

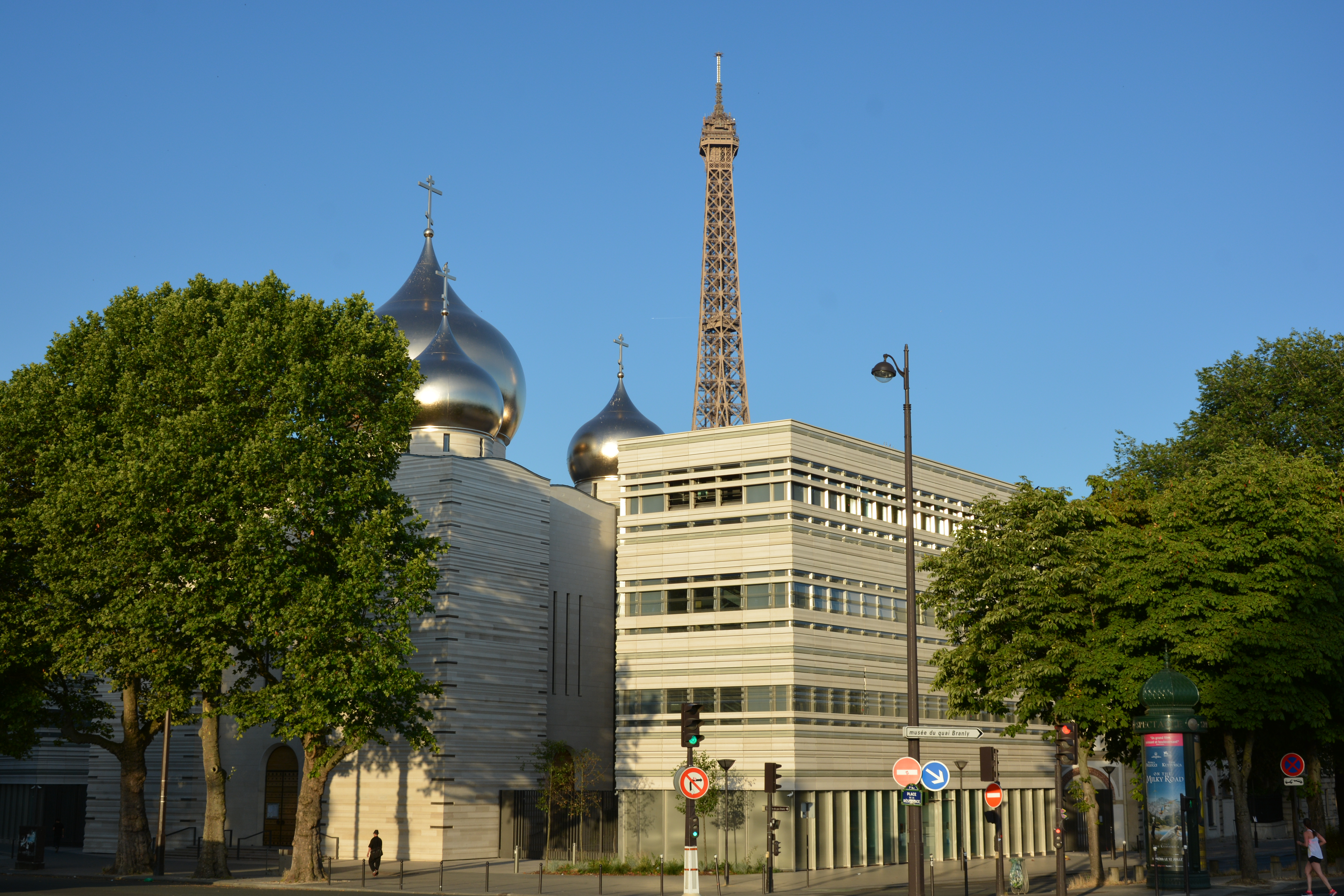
Centre Spirituel et Culturel Orthodoxe Russe (CSCOR) à Paris vu du pont de l'Alma

Le Centre spirituel et culturel orthodoxe russe (CSCOR) est un établissement culturel russe situé à Paris qui a pour vocation de promouvoir la culture et l'héritage spirituel russes en reposant sur deux approches : laïque et orthodoxe. Ses activités visent également à favoriser le développement des relations franco-russes, populariser la langue russe, présenter l'image actuelle de la Russie,. Faisant partie de l'ambassade de Russie en France, le Centre bénéficie de l'immunité diplomatique.

## Situation
Le complexe, qui jouxte la cathédrale de la Sainte-Trinité, est situé au 1 quai Branly dans le 7e arrondissement de Paris, tout près du palais de l'Alma.

## Historique

### Acquisition du terrain
En mars 2010, la fédération de Russie remporte l'appel d'offre pour l'acquisition d'un terrain de 4 240 m2, occupé par l'ancien siège de Météo-France.

### Concours et projet
Le jury franco-russe de 15 personnes dirigé par le chef de l'intendance de la Présidence de Russie Vladimir Kojine a entériné les modalités de l'organisation de l’appel d’offres international d'architecture et le cahier de charges pour la conception du futur Centre. 109 projets y ont été admis. Les résultats du premier tour ont été annoncés en décembre 2010. Dix projets se sont qualifiés pour la finale dont deux franco-russes, quatre russes et quatre français ,.
À l’issue de la réunion du jury le 17 mars 2011, le projet conçu par Manuel Núñez Yanowsky en collaboration avec le bureau moscovite « Arch Grou » a été déclaré gagnant. Cependant, pour des raisons de contraintes administratives ce projet a été décliné et sa réalisation a été confiée à l'architecte français Jean-Michel Wilmotte qui s'était initialement classé deuxième au concours.
Le préfet de Paris et d'Île-de-France Jean Daubigny signe le 24 décembre 2013 un décret autorisant la construction du Centre, le projet étant officialisé en janvier 2014.

### Construction
La conception architecturale proposée comprenait la construction de l'ensemble de quatre édifices séparées occupant près de la moitié de la surface du terrain, ce qui a permis de construire une ruelle transversale et aménager les espaces verts. Compte tenu de l'emplacement en bordure des berges de la Seine, il a fallu trouver des solutions appropriées afin de protéger le site de tout dommage résultant des débordements du fleuve.
La construction du CSCOR s'inscrit dans une démarche écoresponsable, et ce durant toutes les phases du projet, de la conception jusqu’à sa réalisation : perméabilité du projet avec son quartier, flexibilité des espaces et confort d'usage, etc. Le projet respecte le plan climat de la ville de Paris et le plan biodiversité.
Après la démolition de l'ancien siège de Météo-France, les travaux de construction sont effectués par la société Bouygues Bâtiment Île-de-France entre juillet 2014 et août 2016.

### Inauguration

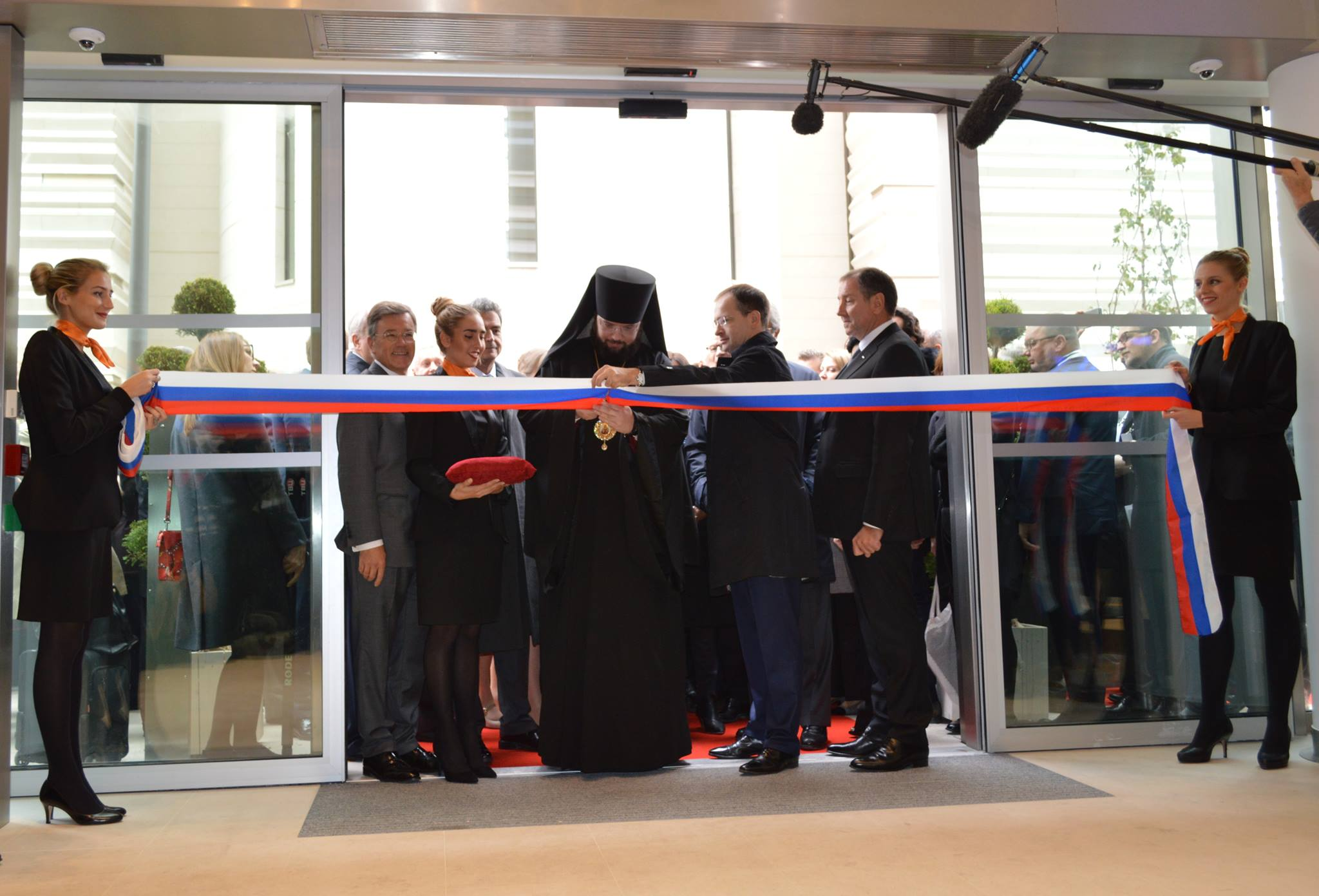
L'inauguration du CSCOR

L'inauguration officielle du Centre se déroule le 19 octobre 2016 en présence du ministre russe de la Culture Vladimir Medinski, de la maire de Paris Anne Hidalgo, de l'ambassadeur de Russie en France Alexandre Orlov, de la maire du 7e arrondissement Rachida Dati, de l'évêque du diocèse de Chersonèse Nestor (Sirotenko), du responsable pour les établissements à l’étranger du patriarcat de Moscou, l'évêque de Bogorodsk Antoine Sevryuk et d'autres personnalités officielles.

### Polémiques
Dès son inauguration une polémique spéculative est lancée autour des coupoles alléguant qu’elles  pourraient abriter une station d'écoute des services secrets russes voire n'être qu'un outil de propagande destiné à diffuser en France l'idéologie du "monde russe".  Aucune preuve n’en a été apportée depuis. Après le début de la campagne militaire russe en Ukraine le 24 février 2022, la façade de la Cathédrale est taguée par 2 fois, ce qui conduit la France à mettre en place une protection policière du lieu.

## Structure du CSCOR

Centre spirituel et culturel orthodoxe russe

Les quatre éléments du site sont la cathédrale de la Sainte-Trinité, l'amphithéâtre, le pôle d'études complémentaires et les salles d'exposition.

### Amphithéâtre

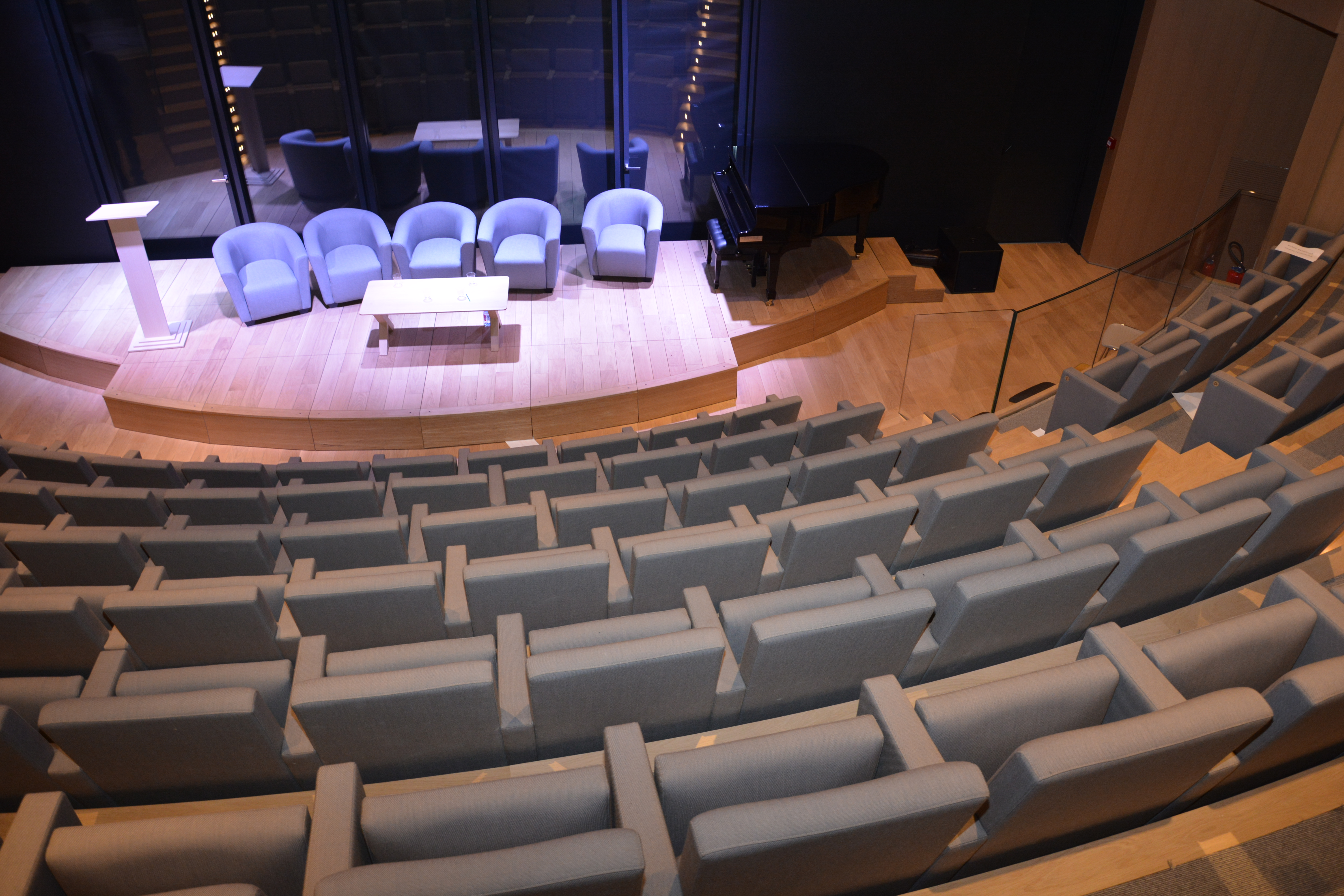
L’amphithéâtre du CSCOR

La salle de l'amphithéâtre dans le bâtiment sur l'avenue Rapp, conçue pour 209 personnes, accueille des concerts musicaux et performances artistiques, spectacles de théâtre, projections de film, rencontres avec des personnalités culturelles, conférences et colloques, présentations et d'autres activités,.

### Salles d'exposition
Les expositions de peinture, photographie, arts décoratifs, iconographie ont lieu dans les deux salles du bâtiment Branly ainsi que dans le foyer de l'amphithéâtre.

### Centre d'études
Le centre d'études russes qui est installé dans le bâtiment du côté de la rue de l'Université abrite le gymnasium classique, l'école paroissiale et propose des cours pour enfants et adultes sur la culture russe (langue, histoire, civilisation), la musique et le chant, l'art théâtral, l'iconographie, la culture chrétienne et d'autres matières. Les salles de classe peuvent accueillir environ 150 personnes à la fois.